# آلن ژیژر
آلن ژیژر (فرانسوی: Alain Geiger‎؛ زادهٔ ۵ نوامبر ۱۹۶۰) بازیکن سابق و مربی فوتبال اهل سوئیس است.
از باشگاه‌هایی که در آن بازی کرده‌است می‌توان به باشگاه فوتبال سن-اتین، باشگاه فوتبال سروت ۱۸۹۰، باشگاه فوتبال گراس‌هاپر زوریخ، و باشگاه فوتبال سیون اشاره کرد.
وی همچنین در تیم ملی فوتبال سوئیس بازی کرده‌است.